# Llista d'asteroides/200701-200800
| Nom      | Designació provisional | Data de descobriment   | Lloc de descobriment | Descobridor/s   |
| -------- | ---------------------- | ---------------------- | -------------------- | --------------- |
| 200701 - | 2001 UN79              | 20 d'octubre de 2001   | Socorro              | LINEAR          |
| 200702 - | 2001 UT79              | 20 d'octubre de 2001   | Socorro              | LINEAR          |
| 200703 - | 2001 UN94              | 19 d'octubre de 2001   | Haleakala            | NEAT            |
| 200704 - | 2001 UH116             | 22 d'octubre de 2001   | Socorro              | LINEAR          |
| 200705 - | 2001 UL131             | 20 d'octubre de 2001   | Socorro              | LINEAR          |
| 200706 - | 2001 UN137             | 23 d'octubre de 2001   | Socorro              | LINEAR          |
| 200707 - | 2001 UC138             | 23 d'octubre de 2001   | Socorro              | LINEAR          |
| 200708 - | 2001 UU141             | 23 d'octubre de 2001   | Socorro              | LINEAR          |
| 200709 - | 2001 UO149             | 23 d'octubre de 2001   | Socorro              | LINEAR          |
| 200710 - | 2001 UN153             | 23 d'octubre de 2001   | Socorro              | LINEAR          |
| 200711 - | 2001 UX160             | 23 d'octubre de 2001   | Socorro              | LINEAR          |
| 200712 - | 2001 UG162             | 23 d'octubre de 2001   | Socorro              | LINEAR          |
| 200713 - | 2001 UC163             | 23 d'octubre de 2001   | Socorro              | LINEAR          |
| 200714 - | 2001 UP165             | 23 d'octubre de 2001   | Palomar              | NEAT            |
| 200715 - | 2001 UO174             | 18 d'octubre de 2001   | Palomar              | NEAT            |
| 200716 - | 2001 UZ194             | 18 d'octubre de 2001   | Palomar              | NEAT            |
| 200717 - | 2001 UT206             | 20 d'octubre de 2001   | Socorro              | LINEAR          |
| 200718 - | 2001 UL219             | 16 d'octubre de 2001   | Socorro              | LINEAR          |
| 200719 - | 2001 UD221             | 21 d'octubre de 2001   | Socorro              | LINEAR          |
| 200720 - | 2001 UP221             | 24 d'octubre de 2001   | Socorro              | LINEAR          |
| 200721 - | 2001 VB5               | 11 de novembre de 2001 | Socorro              | LINEAR          |
| 200722 - | 2001 VM8               | 9 de novembre de 2001  | Socorro              | LINEAR          |
| 200723 - | 2001 VO9               | 9 de novembre de 2001  | Socorro              | LINEAR          |
| 200724 - | 2001 VZ27              | 9 de novembre de 2001  | Socorro              | LINEAR          |
| 200725 - | 2001 VV36              | 9 de novembre de 2001  | Socorro              | LINEAR          |
| 200726 - | 2001 VD41              | 9 de novembre de 2001  | Socorro              | LINEAR          |
| 200727 - | 2001 VW45              | 9 de novembre de 2001  | Socorro              | LINEAR          |
| 200728 - | 2001 VF48              | 9 de novembre de 2001  | Socorro              | LINEAR          |
| 200729 - | 2001 VR50              | 10 de novembre de 2001 | Socorro              | LINEAR          |
| 200730 - | 2001 VV53              | 10 de novembre de 2001 | Socorro              | LINEAR          |
| 200731 - | 2001 VW53              | 10 de novembre de 2001 | Socorro              | LINEAR          |
| 200732 - | 2001 VE54              | 10 de novembre de 2001 | Socorro              | LINEAR          |
| 200733 - | 2001 VA57              | 10 de novembre de 2001 | Socorro              | LINEAR          |
| 200734 - | 2001 VU59              | 10 de novembre de 2001 | Socorro              | LINEAR          |
| 200735 - | 2001 VV64              | 10 de novembre de 2001 | Socorro              | LINEAR          |
| 200736 - | 2001 VE67              | 10 de novembre de 2001 | Socorro              | LINEAR          |
| 200737 - | 2001 VH67              | 10 de novembre de 2001 | Socorro              | LINEAR          |
| 200738 - | 2001 VX70              | 11 de novembre de 2001 | Socorro              | LINEAR          |
| 200739 - | 2001 VD86              | 12 de novembre de 2001 | Socorro              | LINEAR          |
| 200740 - | 2001 VG95              | 15 de novembre de 2001 | Socorro              | LINEAR          |
| 200741 - | 2001 VD103             | 12 de novembre de 2001 | Socorro              | LINEAR          |
| 200742 - | 2001 VS105             | 12 de novembre de 2001 | Socorro              | LINEAR          |
| 200743 - | 2001 VP110             | 12 de novembre de 2001 | Socorro              | LINEAR          |
| 200744 - | 2001 VA112             | 12 de novembre de 2001 | Socorro              | LINEAR          |
| 200745 - | 2001 VA115             | 12 de novembre de 2001 | Socorro              | LINEAR          |
| 200746 - | 2001 VA118             | 12 de novembre de 2001 | Socorro              | LINEAR          |
| 200747 - | 2001 VB119             | 12 de novembre de 2001 | Socorro              | LINEAR          |
| 200748 - | 2001 VB126             | 14 de novembre de 2001 | Kitt Peak            | Spacewatch      |
| 200749 - | 2001 VF126             | 14 de novembre de 2001 | Kitt Peak            | Spacewatch      |
| 200750 - | 2001 VB128             | 11 de novembre de 2001 | Apache Point         | SDSS            |
| 200751 - | 2001 WE6               | 17 de novembre de 2001 | Socorro              | LINEAR          |
| 200752 - | 2001 WG6               | 17 de novembre de 2001 | Socorro              | LINEAR          |
| 200753 - | 2001 WW6               | 17 de novembre de 2001 | Socorro              | LINEAR          |
| 200754 - | 2001 WA25              | 27 de novembre de 2001 | Socorro              | LINEAR          |
| 200755 - | 2001 WX25              | 17 de novembre de 2001 | Socorro              | LINEAR          |
| 200756 - | 2001 WR32              | 17 de novembre de 2001 | Socorro              | LINEAR          |
| 200757 - | 2001 WO39              | 17 de novembre de 2001 | Socorro              | LINEAR          |
| 200758 - | 2001 WE43              | 18 de novembre de 2001 | Socorro              | LINEAR          |
| 200759 - | 2001 WM47              | 17 de novembre de 2001 | Anderson Mesa        | LONEOS          |
| 200760 - | 2001 WE72              | 20 de novembre de 2001 | Socorro              | LINEAR          |
| 200761 - | 2001 WL92              | 21 de novembre de 2001 | Socorro              | LINEAR          |
| 200762 - | 2001 XX                | 4 de desembre de 2001  | Socorro              | LINEAR          |
| 200763 - | 2001 XY2               | 9 de desembre de 2001  | Socorro              | LINEAR          |
| 200764 - | 2001 XP3               | 8 de desembre de 2001  | Socorro              | LINEAR          |
| 200765 - | 2001 XW3               | 9 de desembre de 2001  | Socorro              | LINEAR          |
| 200766 - | 2001 XY4               | 8 de desembre de 2001  | Uccle                | H. M. J. Boffin |
| 200767 - | 2001 XM9               | 9 de desembre de 2001  | Socorro              | LINEAR          |
| 200768 - | 2001 XM15              | 10 de desembre de 2001 | Socorro              | LINEAR          |
| 200769 - | 2001 XY15              | 10 de desembre de 2001 | Socorro              | LINEAR          |
| 200770 - | 2001 XY18              | 9 de desembre de 2001  | Socorro              | LINEAR          |
| 200771 - | 2001 XK19              | 9 de desembre de 2001  | Socorro              | LINEAR          |
| 200772 - | 2001 XJ23              | 9 de desembre de 2001  | Socorro              | LINEAR          |
| 200773 - | 2001 XL32              | 7 de desembre de 2001  | Kitt Peak            | Spacewatch      |
| 200774 - | 2001 XT36              | 9 de desembre de 2001  | Socorro              | LINEAR          |
| 200775 - | 2001 XE37              | 9 de desembre de 2001  | Socorro              | LINEAR          |
| 200776 - | 2001 XE42              | 9 de desembre de 2001  | Socorro              | LINEAR          |
| 200777 - | 2001 XX44              | 9 de desembre de 2001  | Socorro              | LINEAR          |
| 200778 - | 2001 XG49              | 10 de desembre de 2001 | Socorro              | LINEAR          |
| 200779 - | 2001 XZ49              | 14 de desembre de 2001 | Socorro              | LINEAR          |
| 200780 - | 2001 XL50              | 10 de desembre de 2001 | Socorro              | LINEAR          |
| 200781 - | 2001 XS54              | 10 de desembre de 2001 | Socorro              | LINEAR          |
| 200782 - | 2001 XA55              | 10 de desembre de 2001 | Socorro              | LINEAR          |
| 200783 - | 2001 XK60              | 10 de desembre de 2001 | Socorro              | LINEAR          |
| 200784 - | 2001 XF65              | 10 de desembre de 2001 | Socorro              | LINEAR          |
| 200785 - | 2001 XU65              | 10 de desembre de 2001 | Socorro              | LINEAR          |
| 200786 - | 2001 XZ75              | 11 de desembre de 2001 | Socorro              | LINEAR          |
| 200787 - | 2001 XG82              | 11 de desembre de 2001 | Socorro              | LINEAR          |
| 200788 - | 2001 XZ82              | 11 de desembre de 2001 | Socorro              | LINEAR          |
| 200789 - | 2001 XV85              | 11 de desembre de 2001 | Socorro              | LINEAR          |
| 200790 - | 2001 XD88              | 14 de desembre de 2001 | Desert Eagle         | W. K. Y. Yeung  |
| 200791 - | 2001 XS91              | 10 de desembre de 2001 | Socorro              | LINEAR          |
| 200792 - | 2001 XH92              | 10 de desembre de 2001 | Socorro              | LINEAR          |
| 200793 - | 2001 XK97              | 10 de desembre de 2001 | Socorro              | LINEAR          |
| 200794 - | 2001 XC100             | 10 de desembre de 2001 | Socorro              | LINEAR          |
| 200795 - | 2001 XH102             | 11 de desembre de 2001 | Socorro              | LINEAR          |
| 200796 - | 2001 XG104             | 15 de desembre de 2001 | Socorro              | LINEAR          |
| 200797 - | 2001 XW110             | 11 de desembre de 2001 | Socorro              | LINEAR          |
| 200798 - | 2001 XD116             | 13 de desembre de 2001 | Socorro              | LINEAR          |
| 200799 - | 2001 XU117             | 13 de desembre de 2001 | Socorro              | LINEAR          |
| 200800 - | 2001 XY120             | 14 de desembre de 2001 | Socorro              | LINEAR          |